# Sion-les-Mines
Sion-les-Mines é uma comuna francesa na região administrativa do País do Loire, no departamento de Loire-Atlantique. Estende-se por uma área de 54.71 km². Em 2010 a comuna tinha 1 641 habitantes (densidade: 30 hab./km²).